# فخري الطبقجلي
محمد فخري بن محمد نافع بن محمد سعيد الطبقجلي بن محمد أمين أفندي المدرس هو قاض وسياسي عراقي شغل مناصب إدارية مختلفة مثل منصب متصرف البصرة وغيرها، وشغل منصب عضو في محكمة التمييز العراقية. ولد عام 1900 وتوفي عام 1985.
درس في مدرسة الحقوق في بغداد.
شغل منصب متصرف العمارة للفترة 23 كانون الثاني 1945 حتى خلفه موسى كاظم آل شاكر في 29 تشرين الثاني 1947. كما شغل بعدها منصب متصرف البصرة، كما شغل منصب أمين بغداد خلفا لعبد الله القصاب للفترة من 1 نيسان 1953 إلى 29 نيسان 1954، ولعل من أبرز أعماله هو وضع الحجر الأساس لمدينة فيصل سنة 1953 في مدينة الشماعية. خلفه في المنصب فخري الفخري.
ثم شغل منصب وزير العدلية في وزارة أرشد العمري الثانية للفترة من 29 نيسان 1954 إلى 17 حزيران 1954. كما شغل منصب وزير الداخلية لمدة أربعة أيام عام 1954.
ومما يعرف عنه أن السيارة المرقمة «5 بغداد» كان تعود له.